# Drapeau du Bade

3:5 Drapeau du Pays de Bade (1855-1891)

3:5 Drapeau du Pays de Bade (1891-1935, 1947-1952)

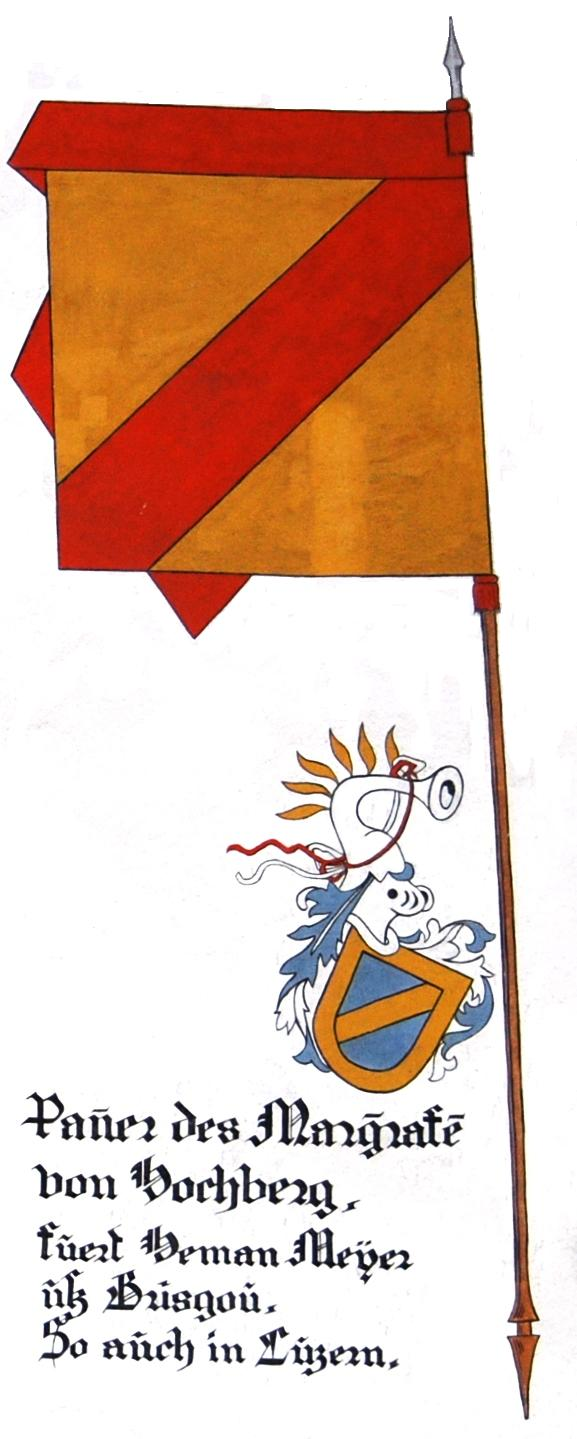
Bannière d'Otton Ier, margrave de Bade-Hachberg (dessinée d'après la représentation trouvée à la chapelle de Sempach)

Le drapeau du Bade présentait une combinaison de jaune et de rouge, les couleurs héraldiques de l'ancien État allemand de Bade.

## Aperçu
Un drapeau bicolore rouge et jaune est introduit comme drapeau du Grand-Duché de Bade (1806-1918) en 1855. Il est ensuite remplacé par un tribande jaune-rouge-jaune en 1891. Après l'abolition de la monarchie à la fin de la Première Guerre mondiale, la République de Bade est fondée qui continua à utiliser ce drapeau à trois bandes. Après l'arrivée au pouvoir du parti nazi en Allemagne en 1933, les différents États allemands et leurs symboles sont supprimés. Ensuite, après la Seconde Guerre mondiale, la moitié sud du Bade est intégrée à la zone d'occupation française sous le nom de Bade du Sud. Le Bade du Sud utilise le drapeau tricolore jaune-rouge-jaune jusqu'à la dissolution de l'État en 1952, date à laquelle il est devenu une partie, de l'État allemand moderne de Bade-Wurtemberg.
Le drapeau est encore aujourd'hui un élément courant de la vie quotidienne dans la région de Bade, et il est utilisé par de nombreux citoyens. Le drapeau est notamment hissé au sommet du château de Karlsruhe.

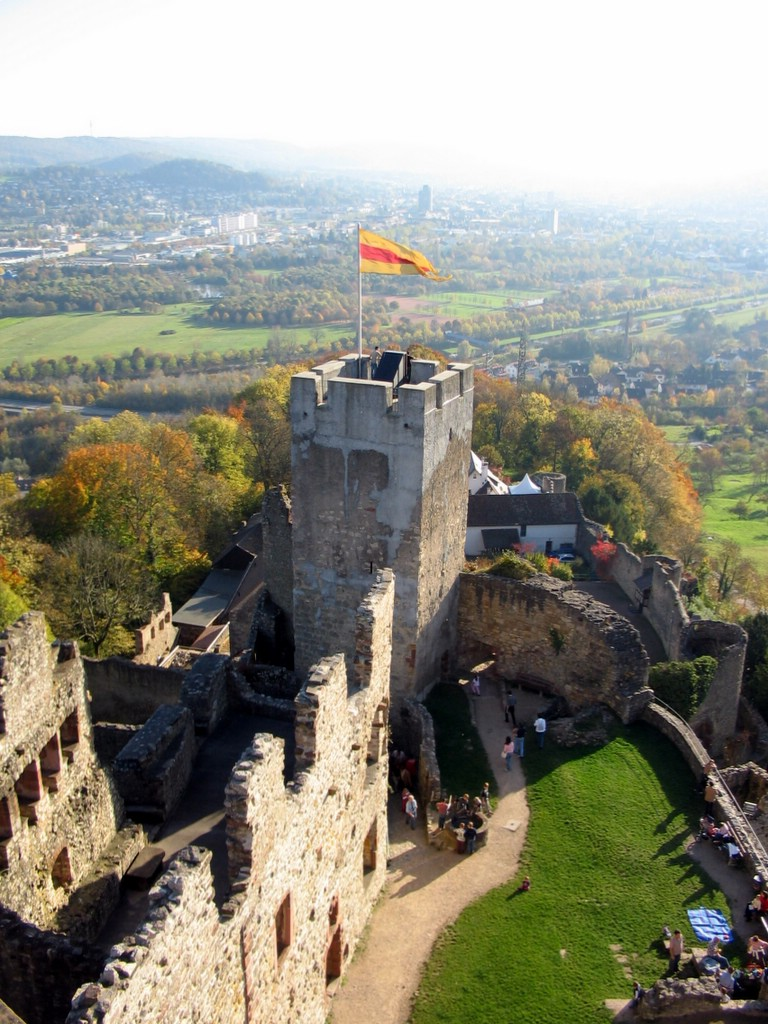
Le drapeau badois flottant surle château de Rötteln à Lörrach.

## Histoire

Margraviat de Bade (1243-1803)
Électorat de Bade et Grand-Duché de Bade (1803-1848)
Grand-Duché de Bade (1848-1862)
Grand-Duché de Bade (1855-1891)
Grand-Duché de Bade (1862-1871)
Grand-Duché de Bade, République de Bade et Bade du Sud (1891–1952)